# Inkomysz
Inkomysz (Auliscomys) – rodzaj ssaków z podrodziny bawełniaków (Sigmodontinae) w obrębie rodziny chomikowatych (Cricetidae).

## Zasięg występowania
Rodzaj obejmuje gatunki zasiedlające górskie i wyżynne tereny Ameryki Południowej.

## Morfologia
Długość ciała (bez ogona) 92–133 mm, długość ogona 49–102 mm, długość ucha 19–27 mm, długość tylnej stopy 21–30 mm; masa ciała 28–60 g.

## Systematyka
Rodzaj (w randze podrodzaju w obrębie Phyllotis) zdefiniował w 1915 roku amerykański teriolog Wilfred Hudson Osgood na łamach Publication. Field Museum of Natural History. Na gatunek typowy Osgood wyznaczył (oryginalne oznaczenie) inkomysz malowaną (A. pictus). 

### Etymologia
- Auliscomys: gr. αυλις aulis ‘rowek, bruzda’, prawdopodobnie od αυλαξ aulax, αυλακος aulakos ‘bruzda’; μυς mus, μυος muos ‘mysz’[8].
- Maresomys: Michael A. Mares (ur. 1945) amerykański teriolog; gr. μυς mus, μυος muos ‘mysz’[2]. Gatunek typowy: Hesperomys boliviensis Waterhouse, 1846.

## Podział systematyczny
Przynależność systematyczna rodzaju była wielokrotnie dyskutowana i zmieniana. Pierwotnie takson był zaliczany jako podrodzaj w rodzaju liściouch (Phyllotis), ale ostatecznie  Auliscomys jest uznawany za takson monofiletyczny, blisko spokrewnionym z rodzajem żółtomyszor (Galenomys). Do rodzaju należą następujące występujące współcześnie gatunki:
- Auliscomys pictus (O. Thomas, 1884) – inkomysz malowana
- Auliscomys boliviensis (Waterhouse, 1846) – inkomysz boliwijska
- Auliscomys sublimis (O. Thomas, 1900) – inkomysz andyjska

Opisano również gatunki wymarłe w plejstocenie dzisiejszej Argentyny:
- Auliscomys fuscus Quintana, 2002[11]
- Auliscomys osvaldoreigi Quintana, 2002[12]